# زيت الخريج

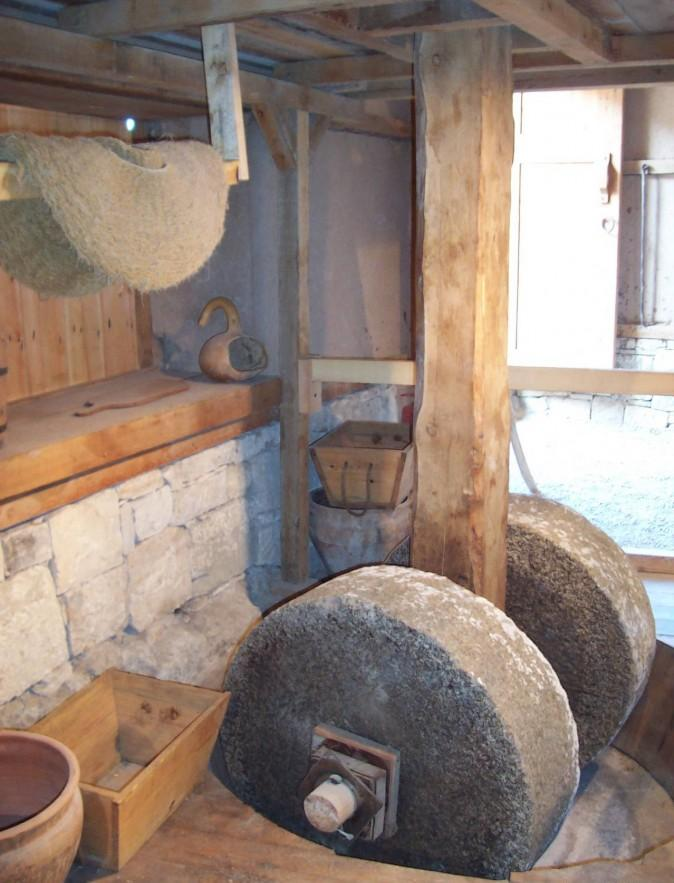
آلة إنتاج زيت الزيتون في تركيا و(تسمى في سوريا الباطوز)

زيت الخريج، يستخرج من حبات الزيتون، ينتج في جبال الساحل السوري، وله طريقة خاصة في إنتاجه، ويمتاز بجودتة العالية، ويستخلص بطريقة الضغط الخفيف، أحد سلبياته وجود نسبة هدر عالية من مادة الزيت في مخلفات العصر، مكان وجوده الأساسي ريف مدينة جبلة.

## طريقة استخراجه

مرحلة سلق حبات الزيتون وبعد السلق توضع في القفير ريثما تبرد لتحمل إلى السطح

### طريقة الاستخراج الحديثة
بعد قطاف حبات الزيتون تجمع وتسلق بالماء ومن ثم تكوّم لمدة تقارب العشرة أيام وبعدها تنشر «تفرق» على سطح مشمس لمدة ثلاثة أيام ـ حسب رطوبة الجو ـ ومن ثم تؤخذ إلى المعصرة ليستخرج منها زيت ذو طعم خاص ولذيذ. في الواقع إن كمية إنتاجه قليلة جداً ويصنف ضمن قائمة الغذاء الطبيعي.

### طريقة الاستخراج القديمة
هي عبارة عن كسر حبات الزيتون بواسطة آلة حجرية يدوية تسمى الباطوز، وهي جرن حجري محفور يدوياً بشكل دائري، له مركز تثبت فيه قطعة من الخشب بشكل عامودي.
يدور في الجرن دولاب حجري ضخم مثقوب في مركزه ويسمى الخرزة، ويمرر من مركز الخرزة قطعة خشب طويلة وقوية بشكل أفقي، حيث تطبّق قوة دفع عضلية على طرفي الخشبة من قبل شخصين، بحيث يدور الدولاب في الجرن الذي يحوي الزيتون فتتم عملية الكسر.
يُسلق الزيتون في أوعية كبيرة وقبل إتمام النضج يرفع من الماء ويوضع في سلال كبيرة يفرش بعدها على قاعدة حجرية متسعة مسواة السطح بشكل حوض رقيق له حافة مرتفعة قليلاً تحصر بينها كمية الزيتون لتصريف الماء عند استعمالها لاحقاً في عملية استخراج الزيت، ثم يغطى الزيتون بعدها بحصير مغسول ومجفف أو بأكياس الخيش النظيفة ويترك لمدة أسبوع، وعندما يكشف غطاؤه تنطلق منه أبخرة تسبب تخمره بفعل الحرارة والرطوبة، يرفع بعد ذلك ليفرش فوق الحصر على الأسطح ويترك ليجف في الهواء الذي غالباً ما يكون شرقياً في بداية الشتاء، ثم تجف حبات الزيتون بعد ثلاثة أيام وتبدو مثل حبات الزبيب بعد أن تخلصت من الماء الذي اكتسبته بالتسخين وتصبح جاهزة للتكسير بالباطوز الذي يعمل كمبدأ طحن الحبوب، وهنا يأتي دور الحيوان الذي سيتوجب عليه الدوران ليدور الحجر المربوط به فوق كمية مقدارها ثلاث صفائح توضع لتطحن في كل مرة يتكسر فيها الحب ويقوم الشخص المشرف على العمل بتقريب كمية الحبوب أمام الحجر بواسطة قطعة خشب أو صفيح كلما ابتعد الحيوان قليلاً حتى تصبح الحبوب أقرب ما تكون إلى عجينة مضمخة بالزيت الذي يلمع وفي مثل هذا اليوم تقوم النساء بإعداد خبز التنور الطازج للاستمتاع بتذوق الزيت من الباطوز ثم ينقل مطحون الزيتون من الباطوز إلى الحرف الحجري الذي يتكون من حوض يوضع فيه وحتى المنتصف ماء مغلي وعند وضع عجينة الزيتون فيه واختلاطها بالماء الساخن يطفو الزيت إلى السطح وتقوم المرأة بقطفه باليد وتضعه في الجرار والأواني حتى لا يبقى على سطح الماء سوى قطرات من الصعب التقاطها وقد تضاف كمية أخرى من الماء الساخن تساعد على فصل الزيت إلى آخر حد ممكن وفي النهاية يفرغ الماء الساخن من الحوض وتجمع الأجزاء القاسية المتبقية من نوى الحبوب ثم تعصر من الماء وتجمع بشكل كرات تترك لتجف فيستفاد منها في المواقد.

## تاريخ زيت الخريج
لا يعرف تاريخ بدء إنتاج زيت الخريج ولكن تعتقد أنها من أقدم طرق إنتاج الزيت وتدل الأجران الموجودة في معظم ريف مدينة جبلة وخاصة بيت ياشوط والبودي وحراما والدالية ودوير بعبده والقطيلبية وخصوصا قرب عيون الماء شاهدا على تاريخ طويل لإنتاج هذا النوع من الزيت.

## صفات الزيت

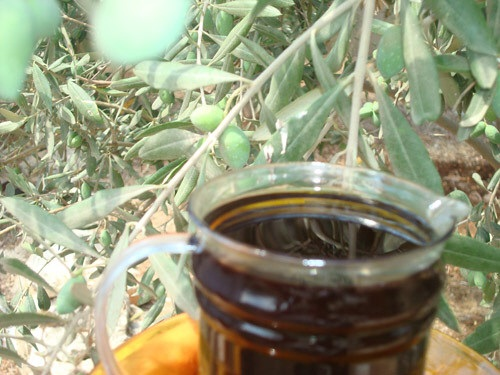
لون الزيت المعصور

## بدء انقراض إنتاجه
في الاونة الاخيرة اقتصر إنتاج هذا الزيت، على عدة بيوت في كل قرية، ولم ينقرض ابدا، كونه له محبين لا يوريدون اندثار النكهة التي يقدمها.